# María de Echachute
María de Echachute, död den 1 november 1610 i Logrono, var en spansk kvinna som avrättades för häxeri. 
Hon var ett av de mer kända offren för den berömda häxprocessen i Baskien 1609-1614. Det var en av världens största häxprocesser, med tusentals åtalade men endast sex avrättningar, och hon tillhörde den minoritet som avrättades. 
Hon kom från Ezpeleta (Lapurdi) i Navarra. Hon arresterades av inkvisitören Valle Alvarado 1609. Hon anklagades för häxkonst och för närvaro vid den berömda häxsabbaten i Zugarramurdi. Tillsammans med de andra åtalade fördes hon till Logroño-fängelset och ställdes inför den spanska inkvisitionen. 
Hon förnekade upprepade gånger anklagelserna mot henne. Inkvisitionens mål var inte att döma de åtalade till döden, utan att få dem att bekänna, varefter de skulle ångra sig, be om förlåtelse och sedan benådas från dödsstraff. Hennes vägran att erkänna var anledningen till att hon dömdes till döden. Hon dömdes att brännas levande på bål. Hon brändes tillsammans med fem andra personer på en autodafé i Logrono, tillsammans med liken och dockorna efter ytterligare fem, som hade avlidit i fängelset: samtliga var från Zugurramurdi och hade vägrat erkänna.